# Rue du Docteur-Paquelin
La rue du Docteur-Paquelin est une voie du 20e arrondissement de Paris, en France.

## Situation et accès
La rue du Docteur-Paquelin est une voie publique située dans le 20e arrondissement de Paris. Elle débute au 76, avenue Gambetta et se termine au 11, rue Ernest-Lefèvre.

## Origine du nom

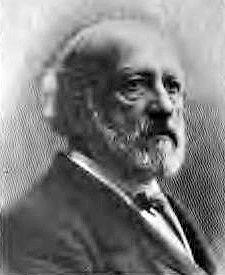
Le docteur Paquelin.

La rue doit son nom au docteur Claude André Paquelin (1836-1905), inventeur du thermocautère.

## Historique

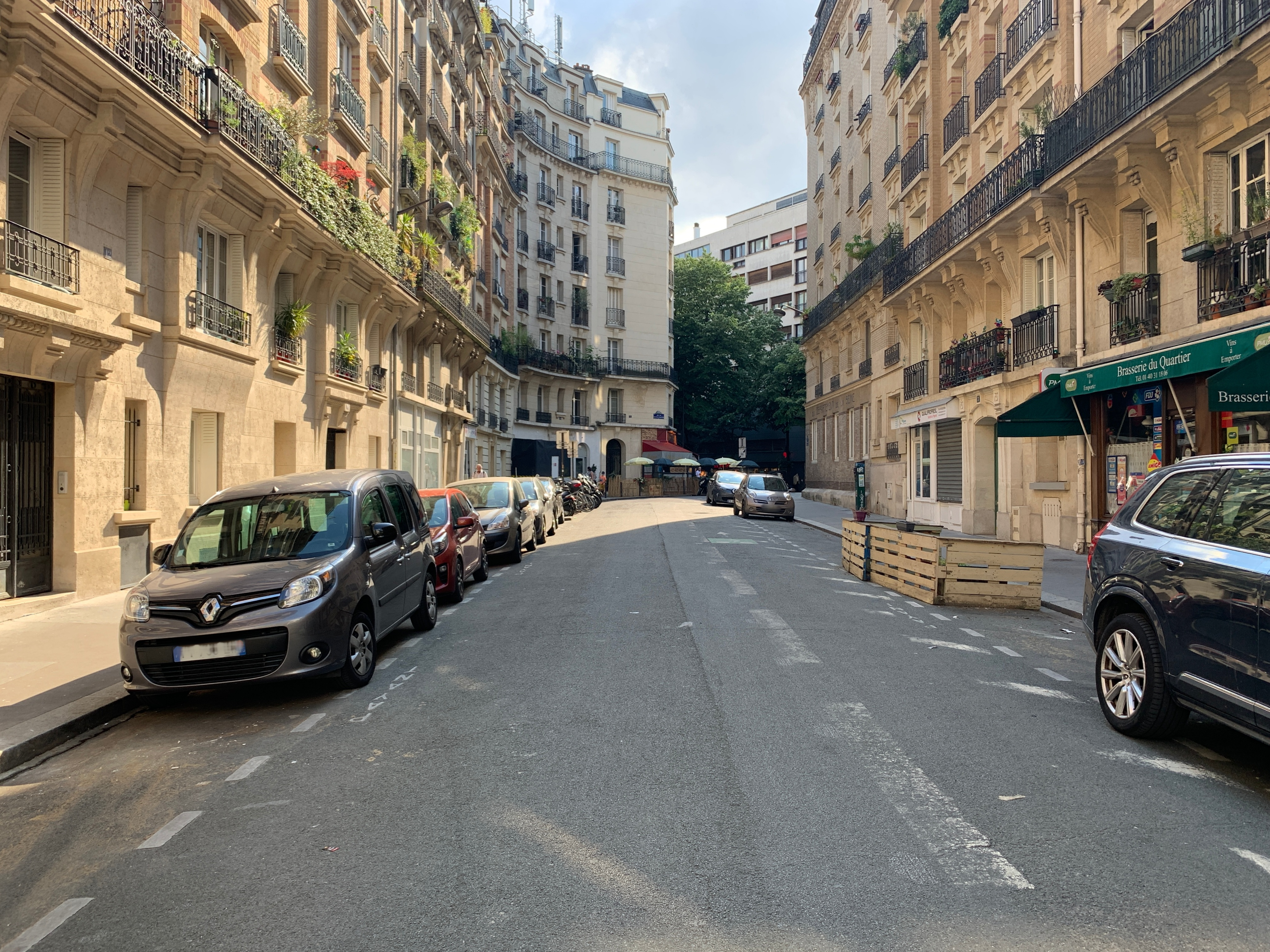
La rue en 2021, avant végétalisation.

Cette voie est ouverte sous sa dénomination actuelle en 1910.
La rue est végétalisée au printemps 2023.

## Bâtiments remarquables et lieux de mémoire

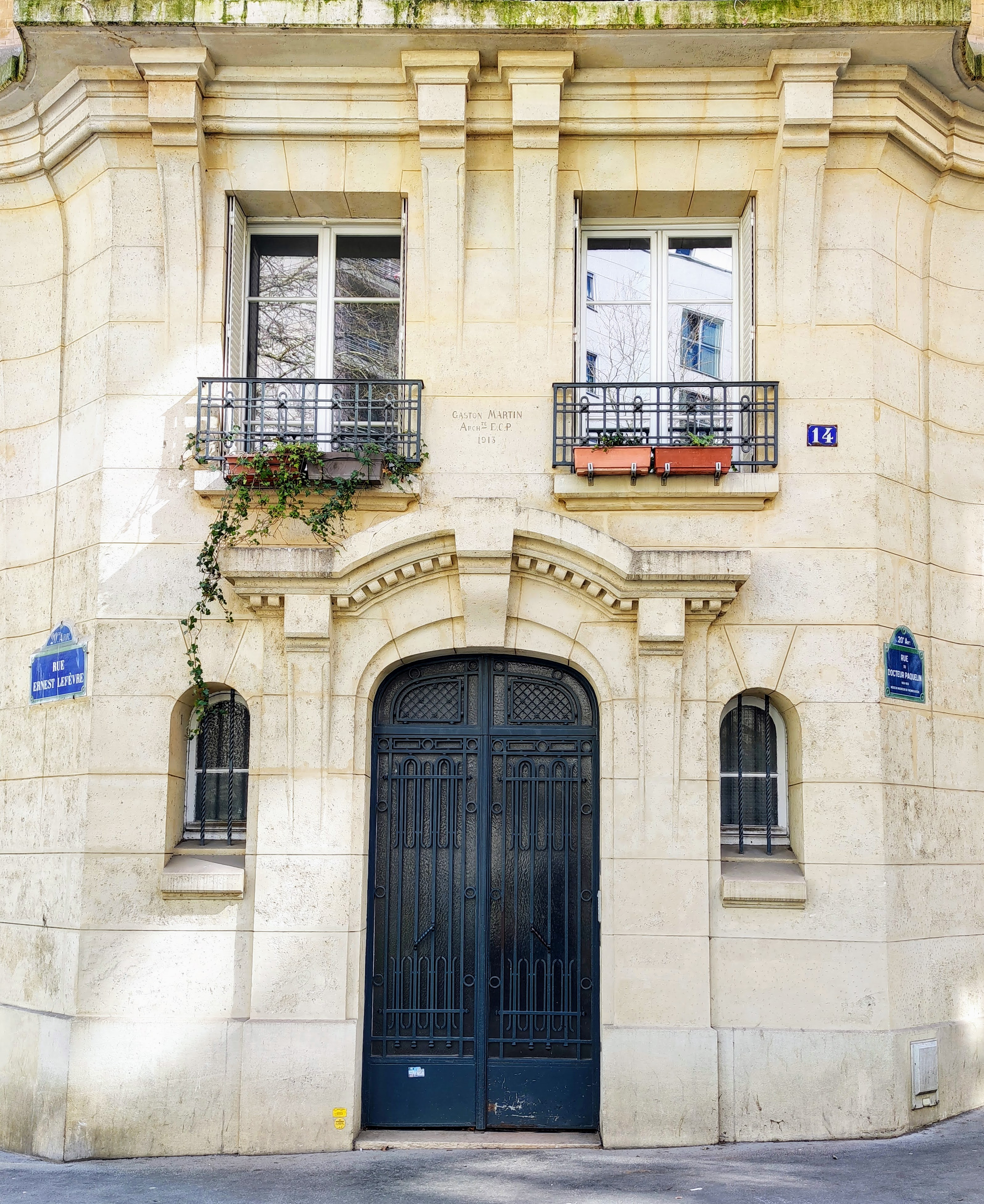
No 14 : entrée.

No 14 (angle de la rue Ernest-Lefèvre) : immeuble construit en 1913 par l'architecte Gaston Martin, signé en façade.